# Bob ai XIX Giochi olimpici invernali
Ai XIX Giochi olimpici invernali svoltisi nel 2002 a Salt Lake City (Stati Uniti) vennero assegnate tre medaglie: bob a 2 e bob a 4 maschili, bob a 2 femminile. Le gare si disputarono a Park City sulla pista dello Utah Olympic Park.

## Calendario
| Uomini | Bob a due | Bob a due |  |           |  |  | Bob a quattro | Bob a quattro | 2 |
| Donne  |           |           |  | Bob a due |  |  |               |               | 1 |
| Finali |           | 1         |  | 1         |  |  |               | 1             | 3 |

## Atleti iscritti
| America (38) | America (38) | America (38) |
| --- | --- | --- |
| - Brasile (4) - Canada (8) - Giamaica (2)                                                                         | - Isole Vergini Americane (6) - Messico (2) - Stati Uniti (13)                                                              | - Trinidad e Tobago (3)                                                                                                |
| Asia (9) | | |
| - Giappone (5) | - Taipei cinese (4) | |
| Europa (144) | | |
| - Armenia (2) - Austria (4) - Bulgaria (2) - Croazia (4) - Francia (9) - Germania (13) - Grecia (2) - Irlanda (2) | - Italia (9) - Jugoslavia (4) - Lettonia (8) - Monaco (5) - Norvegia (4) - Paesi Bassi (8) - Polonia (4) - Regno Unito (14) | - Rep. Ceca (6) - Romania (6) - Russia (10) - Slovacchia (4) - Svezia (2) - Svizzera (10) - Ucraina (5) - Ungheria (7) |
| Oceania (4) | | |
| - Nuova Zelanda (4)                                                                                               | | |

## Podi

### Uomini

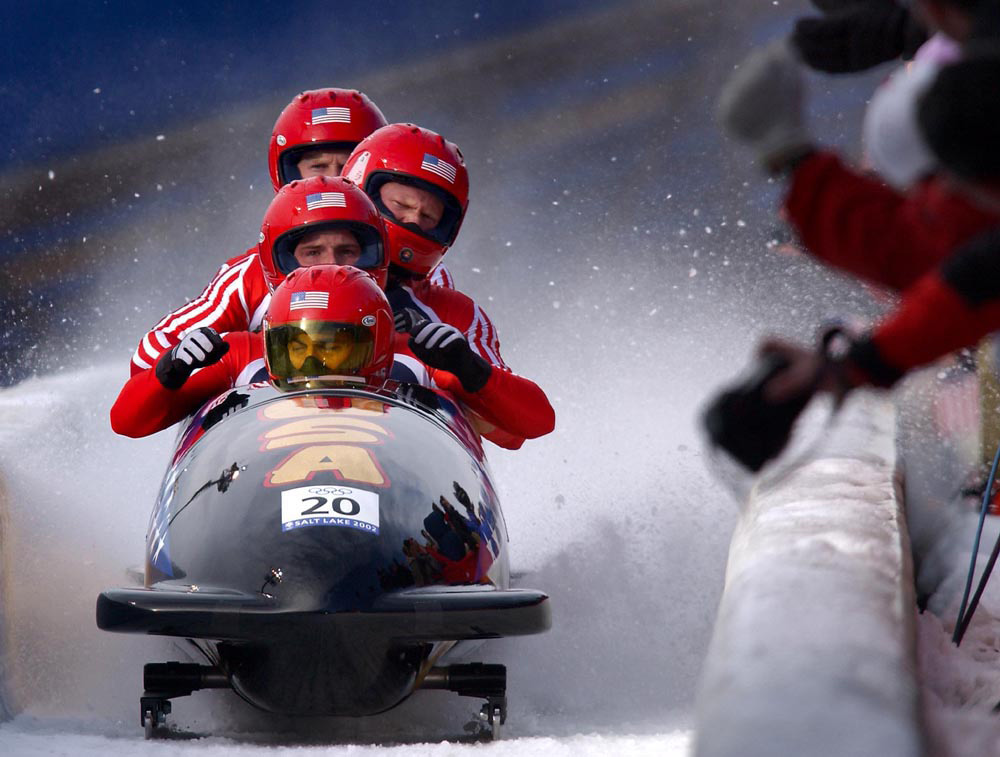
USA II

| Evento                   | Oro                                                            | Tempo   | Argento                                                              | Tempo   | Bronzo                                                      | Tempo   |
| Bob a due (dettagli)     | Germania I Christoph Langen Markus Zimmermann                  | 3'10"11 | Svizzera I Christian Reich Steve Anderhub                            | 3'10"20 | Svizzera II Martin Annen Beat Hefti                         | 3'10"62 |
| Bob a quattro (dettagli) | Germania II André Lange Carsten Embach Enrico Kühn Kevin Kuske | 3'07"51 | Stati Uniti I Todd Hays Garrett Hines Bill Schuffenhauer Randy Jones | 3'07"81 | Stati Uniti II Brian Shimer Dan Steele Doug Sharp Mike Kohn | 3'07"86 |

### Donne
| Evento               | Oro                                        | Tempo   | Argento                                  | Tempo   | Bronzo                                     | Tempo   |
| Bob a due (dettagli) | Stati Uniti II Jill Bakken Vonetta Flowers | 1'37"76 | Germania I Sandra Prokoff Ulrike Holzner | 1'38"06 | Germania II Susi Erdmann Nicole Herschmann | 1'38"29 |

## Medagliere
| Pos.   | Paese       | Oro | Argento | Bronzo | Totale |
| ------ | ----------- | --- | ------- | ------ | ------ |
| 1      | Germania    | 2   | 1       | 1      | 4      |
| 2      | Stati Uniti | 1   | 1       | 1      | 3      |
| 3      | Svizzera    | 0   | 1       | 1      | 2      |
| Totale | Totale      | 3   | 3       | 3      | 9      |